# Электронная таблица
Электронная таблица (англ. spreadsheet) — компьютерная программа, позволяющая проводить вычисления с данными, представленными в виде двумерных массивов, имитирующих бумажные таблицы. Некоторые программы организуют данные в «листы», предлагая, таким образом, третье измерение.

## Концепция
Электронные таблицы (ЭТ) представляют собой удобный инструмент для автоматизации вычислений. Многие расчёты, в частности в области бухгалтерского учёта, выполняются в табличной форме: балансы, расчётные ведомости, сметы расходов и т. п. Кроме того, решение численными методами целого ряда математических задач удобно выполнять именно в табличной форме. Использование математических формул в электронных таблицах позволяет представить взаимосвязь между различными параметрами некоторой реальной системы. Решения многих вычислительных задач, которые раньше можно было осуществить только с помощью программирования, стало возможным реализовать через математическое моделирование в электронной таблице.

## История
Идею электронных таблиц впервые сформулировал американский учёный австрийского происхождения Ричард Маттисич (нем. Richard Mattesich), опубликовав в 1961 году исследование под названием «Budgeting Models and System Simulation». Концепцию дополнили в 1970 году Рене Пардо (англ. Rene Pardo) и Реми Ландау (англ. Remy Landau), подавшие заявку на соответствующий патент (U.S. Patent 4 398 249). Патентное ведомство отклонило заявку, но авторы через суд добились этого решения.
Общепризнанным родоначальником электронных таблиц как отдельного класса ПО является Дэн Бриклин, который совместно с Бобом Фрэнкстоном разработал программу VisiCalc в 1979 году. Эта электронная таблица для компьютера Apple II стала очень популярной, превратив персональный компьютер из игрушки для технофилов в массовый инструмент для бизнеса.
Впоследствии на рынке появились многочисленные продукты этого класса — SuperCalc, Microsoft MultiPlan, Quattro Pro, Lotus 1-2-3, OpenOffice.org Calc, таблицы AppleWorks и gnumeric, минималистический Spread32. Microsoft Excel сейчас занимает наибольшую долю рынка на платформах Windows и Macintosh.
Программа для работы с электронными таблицами — это стандартная функция пакета офисных приложений; с момента появления веб-приложений офисные пакеты теперь также существуют в форме веб-приложений (для мобильных телефонов и карманных персональных компьютеров).

## Использование
Электронная таблица представляет собой сетку ячеек, сгруппированных по столбцам и строкам. Столбцы, как правило, обозначаются буквами («A», «B», «C»…), а строки — числами (1, 2, 3…). Каждая ячейка имеет свой адрес, указывающий на столбец и строку, например «C10». Такая структура ссылок была впервые представлена в LANPAR (Language for Programming Arrays at Random) и затем использована в VisiCalc, и часто называется «A1 notation» («форма записи A1»). Также, в электронных таблицах используется понятие диапазона — группы ячеек, как правило, смежных. Например, первые 10 ячеек в первом столбце могут быть обозначены как «A1:A10».
Основной единицей взаимодействия пользователя с таблицей является ячейка. Ячейка может хранить в себе как данные, так и формулу. Поддерживаемые типы данных обычно включают в себя строки, числа и даты. Запись формулы начинается со знака «равно», например =5*3, но в самой ячейке обычно отображается только результат вычисления (в этом случае 15), а не сама формула.
Ключевой особенностью электронных таблиц является возможность формулы ссылаться на другие ячейки, которые, в свою очередь, тоже могут содержать в себе формулы. Для этого в формуле достаточно указать адрес ячейки. Например, формула =5*C10 вычислит результат умножения содержимого ячейки C10 на число 5. Если C10 содержит 3 , результатом будет 15. Но C10 также может содержать в себе формулу, ссылающуюся на другие ячейки, и так далее.

## Перечень программных продуктов
| Название         | Операционные системы | Операционные системы | Операционные системы | Примечание                                        |
| Название         | UNIX                 | Mac OS X             | Microsoft Windows    | Примечание                                        |
| ---------------- | -------------------- | -------------------- | -------------------- | ------------------------------------------------- |
| Gnumeric         | Да                   | Да                   | Да                   | Включена в пакет GNOME Office                     |
| KSpread          | Да                   | Да                   | Да                   | Входит в состав KOffice                           |
| Microsoft Excel  | Нет                  | Да                   | Да                   | Впервые выпущена в 1985                           |
| Numbers          | Нет                  | Да                   | Нет                  | Входит в состав iWork                             |
| LibreOffice Calc | Да                   | Да                   | Да                   | Входит в состав LibreOffice                       |
| OpenOffice Calc  | Да                   | Да                   | Да                   | Входит в состав OpenOffice.org                    |
| Google Документы | Да                   | Да                   | Да                   | Доступна браузерная версия и мобильные приложения |
| Русский МойОфис  | Да                   | Да                   | Да                   | Доступна браузерная версия и мобильные приложения |

Также в своё время были достаточно известны программы: Quattro Pro, SuperCalc, VisiCalc и Lotus 1-2-3.